# Curtonotum quinquevittatum
Curtonotum quinquevittatum är en tvåvingeart som beskrevs av Charles Howard Curran 1933. Curtonotum quinquevittatum ingår i släktet Curtonotum och familjen Curtonotidae. Inga underarter finns listade i Catalogue of Life.